# Johnny O’Connell

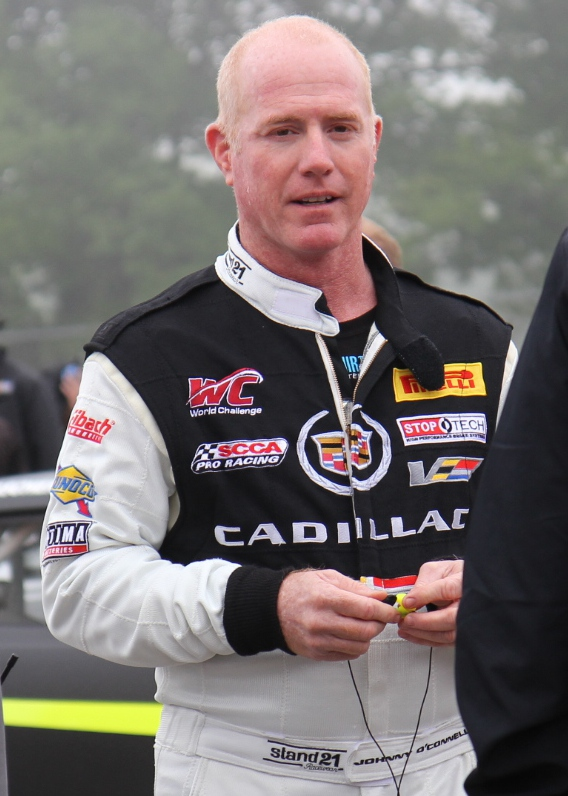
Johnny O’Connell 2014

John Chandler „Johnny“ O’Connell (* 24. Juli 1962 in Poughkeepsie) ist ein ehemaliger US-amerikanischer Autorennfahrer.

## Karriere als Rennfahrer
Johnny O’Connell ist einer der erfolgreichsten US-amerikanischen Rennfahrer in der langen Motorsportgeschichte von General Motors. Die meiste Zeit seiner GT- und Sportwagenkarriere war er als Werksfahrer an den US-amerikanischen Automobilkonzern gebunden.
Begonnen hatte er seine Karriere 1986 in der Formel Vau und wechselte 1987 in die Formel Atlantic. Die Monopostokarriere blieb jedoch eine Randerscheinung. Obwohl er 1996 die Indy Racing League als Gesamtneunter beendete, war er in erster Linie GT- und Sportwagenpilot. O’Connell feierte in seiner Karriere mehr als 50 Klassensiege; eine Erfolgsbilanz, die kaum ein zweiter Fahrer vorweisen kann. Unter anderem gewann er viermal die GTS-Klasse beim 24-Stunden-Rennen von Le Mans und siebenmal beim 12-Stunden-Rennen von Sebring, wo er 1994 zusammen mit John Morton und Steve Millen auf einem Nissan 300ZX auch die Gesamtwertung gewann. 2001 gewann er das 24-Stunden-Rennen von Daytona.
Nach seiner Zeit bei Panoz in den späten 1990er-Jahren begann 2001 das fortwährende Engagement bei General Motors. Für Corvette Racing gewann er 2003, 2004 und 2008 die Endwertung der GT1-Klasse der American Le Mans Series. Seit 2012 dominiert Johnny O’Connell, der auch einige Einsätze in der NASCAR hatte, die Pirelli World Challenge. Viermal in Folge gewann er für Cadillac Racing die Gesamtwertung der GT-Klasse dieser Rennserie.

## Statistik

### Le-Mans-Ergebnisse
| Jahr | Team                      | Fahrzeug                    | Teamkollege           | Teamkollege    | Platzierung             | Ausfallgrund    |
| ---- | ------------------------- | --------------------------- | --------------------- | -------------- | ----------------------- | --------------- |
| 1994 | Clayton Cunningham Racing | Nissan 300ZX                | Steve Millen          | John Morton    | Rang 5 und Klassensieg  |                 |
| 1998 | Panoz Motorsports Inc.    | Panoz Esperante GTR-1       | Christophe Tinseau    | Éric Bernard   | Ausfall                 | Getriebeschaden |
| 1999 | Panoz Motor Sports        | Panoz LMP-1 Roadster-S      | Jan Magnussen         | Max Angelelli  | Rang 11                 |                 |
| 2000 | Panoz Motorsports         | Panoz LMP-1 Roadster S      | Pierre-Henri Raphanel | Hiroki Katō    | Rang 5                  |                 |
| 2001 | Corvette Racing           | Chevrolet Corvette C5-R     | Scott Pruett          | Ron Fellows    | Rang 8 und Klassensieg  |                 |
| 2002 | Corvette Racing           | Chevrolet Corvette C5-R     | Oliver Gavin          | Ron Fellows    | Rang 11 und Klassensieg |                 |
| 2003 | Corvette Racing           | Chevrolet Corvette C5-R     | Franck Fréon          | Ron Fellows    | Rang 12                 |                 |
| 2004 | Corvette Racing           | Chevrolet Corvette C5-R     | Massimiliano Papis    | Ron Fellows    | Rang 8                  |                 |
| 2005 | Corvette Racing           | Chevrolet Corvette C6.R     | Massimiliano Papis    | Ron Fellows    | Rang 6                  |                 |
| 2006 | Corvette Racing           | Chevrolet Corvette C6.R     | Massimiliano Papis    | Ron Fellows    | Rang 12                 |                 |
| 2007 | Corvette Racing           | Chevrolet Corvette C6.R     | Jan Magnussen         | Ron Fellows    | Rang 6                  |                 |
| 2008 | Corvette Racing           | Chevrolet Corvette C6.R     | Jan Magnussen         | Ron Fellows    | Rang 14                 |                 |
| 2009 | Corvette Racing           | Chevrolet Corvette C6.R     | Jan Magnussen         | Antonio García | Rang 15 und Klassensieg |                 |
| 2010 | Corvette Racing           | Chevrolet Corvette C6 ZR1   | Jan Magnussen         | Antonio García | Ausfall                 | Motorschaden    |
| 2016 | Team AAI                  | Chevrolet Corvette C6.R-ZR1 | Mark Patterson        | Oliver Bryant  | Rang 39                 |                 |

### Sebring-Ergebnisse
| Jahr | Team                          | Fahrzeug                | Teamkollege     | Teamkollege        | Teamkollege      | Platzierung            | Ausfallgrund |
| ---- | ----------------------------- | ----------------------- | --------------- | ------------------ | ---------------- | ---------------------- | ------------ |
| 1991 | Cunningham Racing             | Nissan 300ZX            | Jeremy Dale     | Steve Millen       |                  | Rang 11                |              |
| 1992 | Cunningham Racing             | Nissan 300ZX            | John Morton     | Steve Millen       |                  | Ausfall                | Motorschaden |
| 1993 | Cunningham Racing             | Nissan 300ZX            | John Morton     | Steve Millen       |                  | Rang 4 und Klassensieg |              |
| 1994 | Cunningham Racing             | Nissan 300ZX            | John Morton     | Steve Millen       |                  | Gesamtsieg             |              |
| 1995 | Cunningham Racing             | Nissan 300ZX            | John Morton     | Steve Millen       |                  | Rang 5 und Klassensieg |              |
| 1996 | Screaming Eagles Racing       | Riley & Scott Mk III    | Craig Nelson    | Dan Clark          |                  | Ausfall                | Motorschaden |
| 1997 | Support Net Racing            | Hawk C-8                | Henry Camferdam | Scott Schubot      | Roger Mandeville | Ausfall                | Mechanik     |
| 1998 | Transatlantic Racing Services | Riley & Scott Mk III    | Henry Camferdam | Scott Schubot      |                  | Ausfall                | Elektrik     |
| 1999 | Panoz Racing                  | Panoz Esperante GTR-1   | John Nielsen    | Jan Magnussen      |                  | Ausfall                | Unfall       |
| 2000 | Panoz Motor Sports            | Panoz LMP-1 Roadster S  | Hiroki Katō     |                    |                  | Ausfall                | Gaspedal     |
| 2001 | Corvette Racing               | Chevrolet Corvette C5-R | Ron Fellows     | Chris Kneifel      |                  | Rang 11                |              |
| 2002 | Corvette Racing               | Chevrolet Corvette C5-R | Ron Fellows     | Oliver Gavin       |                  | Rang 9 und Klassensieg |              |
| 2003 | Corvette Racing               | Chevrolet Corvette C5-R | Ron Fellows     | Franck Fréon       |                  | Rang 8 und Klassensieg |              |
| 2004 | Corvette Racing               | Chevrolet Corvette C5-R | Ron Fellows     | Massimiliano Papis |                  | Rang 4 und Klassensieg |              |
| 2005 | Corvette Racing               | Chevrolet Corvette C6.R | Ron Fellows     | Massimiliano Papis |                  | Rang 5                 |              |
| 2006 | Corvette Racing               | Chevrolet Corvette C6.R | Ron Fellows     | Massimiliano Papis |                  | Rang 7                 |              |
| 2007 | Corvette Racing               | Chevrolet Corvette C6.R | Ron Fellows     | Jan Magnussen      |                  | Rang 8                 |              |
| 2008 | Chevrolet Corvette Racing     | Chevrolet Corvette C6.R | Ron Fellows     | Jan Magnussen      |                  | Rang 8 und Klassensieg |              |
| 2009 | Corvette Racing               | Chevrolet Corvette C6.R | Antonio García  | Jan Magnussen      |                  | Rang 5 und Klassensieg |              |
| 2010 | Corvette Racing               | Chevrolet Corvette C6.R | Antonio García  | Jan Magnussen      |                  | Rang 15                |              |